# Bandera de la Polinesia Francesa
La Bandera de la Polinesia Francesa está formada por tres franjas horizontales siendo la franja central de color blanco y de color rojo las franjas exteriores. La franja central tiene el doble de ancho que las otras dos franjas, y en el centro el escudo de la Polinesia Francesa, que consiste de un círculo con una canoa polinesia de color rojo sobre cinco filas de olas, que representan la abundancia. Tras la canoa, aparecen diez rayos de sol, que representan la vida. Sobre la canoa hay cinco figuras humanas que representan a los cinco archipiélagos de la Polinesia Francesa.

## Descripción
Dos bandas horizontales rojas encierran una banda blanca ancha en una proporción de 1:2:1; centrado en la banda blanca está el emblema de la Polinesia Francesa como un disco de 0,43 m de diámetro con un patrón de ondas azul y blanco en la bandera que representa el mar en la mitad inferior y un patrón de rayos dorado y blanco que representa el sol en la mitad superior; una canoa polinesia navega sobre el patrón de las olas; la canoa tiene una tripulación de cinco personas representadas por cinco estrellas que simbolizan los cinco grupos de islas; El rojo y el blanco son colores tradicionales de la Polinesia.